# HD 20782
HD 20782 – żółta gwiazda ciągu głównego oddalona od Ziemi o około 117 lat świetlnych, położona w gwiazdozbiorze Pieca. Jej obserwowana wielkość gwiazdowa wynosi 7,38m, czyli nie jest widoczna gołym okiem. Jej masa jest prawie taka sama jak masa Słońca.

## Charakterystyka
Gwiazda tworzy luźny układ podwójny z gwiazdą HD 20781, od której dzieli ją odległość około 9000 au. Są to podobne żółte karły, z których składnik HD 20782 jest nieco gorętszy i jaśniejszy. Wokół obu gwiazd układu krążą planety.

## Układ planetarny
W 2006 roku odkryto planetę HD 20782 b krążącą wokół niej po bardzo ekscentrycznej orbicie, w średniej odległości 1,38 au. Jej masa wynosi co najmniej 1,9 masy Jowisza, a jeden obieg wokół gwiazdy zajmuje jej ok. 592 dni.